# Ґійом Дюбуа
Ґійом Дюбуа (фр. Guillaume Dubois; нар. 6 вересня 1656, Брив-ла-Гаярд — пом. 10 серпня 1723, Версальський палац) — останній з трьох кардиналів (після Рішельє і Мазаріні), які очолювали французький уряд в роки Великого століття (Grand Siècle). Член Французької академії, Французької академії наук і Академії написів і красного письменства.

## Життєпис
Гійом Дюбуа народився 1656 року в родині сільського лікаря. Він готувався стати священиком, але вважав за краще життя вихователя дітей версальських аристократів. Серед його вихованців був і герцог Шартрський, який згодом став герцогом Орлеанським, а після смерті Людовика XIV — і регентом при малолітньому Людовику XV. Герцог призначив Дюбуа своїм таємним радником з питань зовнішньої політики.

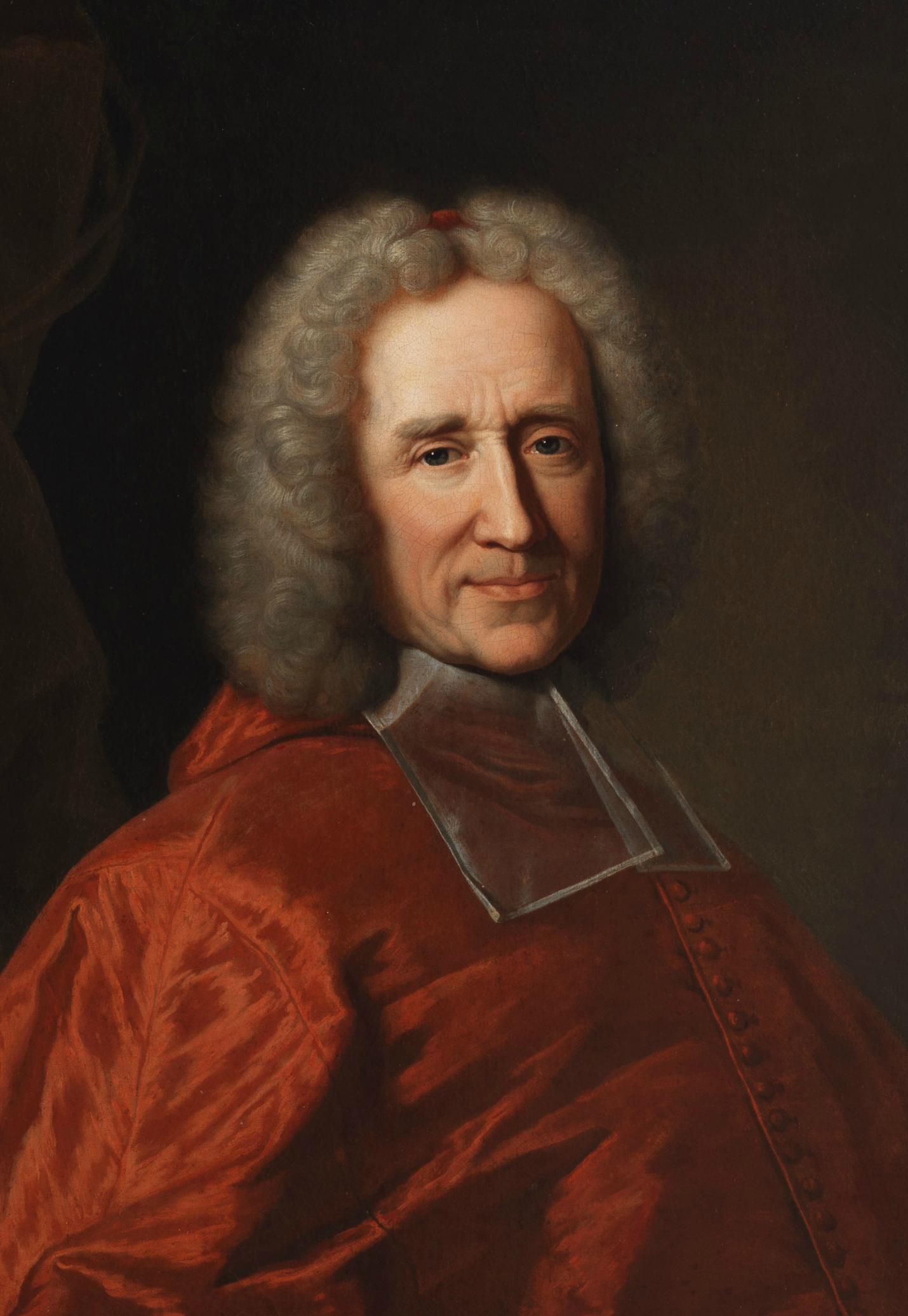
Портрет кардинала Гійома Дюбуа авторства Гіацинте Ріго (1659—1743)

Після того, як Дюбуа допоміг викрити змову іспанського посла челламаре, регентська Франція опинилася на межі війни з Іспанією, якою правив один з онуків Людовика XIV, Філіп Бурбон. Іспанський монарх вважав себе законним спадкоємцем французького престолу і покладався на симпатії бастардів Людовика XIV. ГійомДюбуа вбачав своє завдання не лише в необхідності послаблення позицій бастардів при дворі, а й в тому, щоб підготуватися до війни з Іспанією шляхом створення альянсу Франції з її недавніми противниками — Великою Британією, Голландською республікою та Австрією.
У серпні 1718 року Дюбуа за сприяння своєї метресси, відомої мадам Тансен, завершив формування цього четверного альянсу, за що отримав від регента пост міністра закордонних справ. Одночасно іспанський уряд на чолі з кардиналом Джуліо Альбероні здійснив вторгнення в межі Сицилії і Сардинії. Війна четверного альянсу (1718—1720) змусила іспанського короля усунути Альбероні від справ і відмовитися від претензій на французький престол.
Незважаючи на жадібність і розбещеність, Гійом Дюбуа хабарами і обіцянками допомоги в боротьбі з янсеністами домігся для себе від Папи Римського титулу кардинала (липень 1721), а заодно і архієпископа Камбре, увійшовши таким чином до числа князів Священної Римської імперії. Для сина сільського лікаря, який жодного разу не служив меси, це була карколомна кар'єра. За рік до смерті Дюбуа став першим міністром Франції.
Останні роки життя Гійома Дюбуа були затьмарені хворобами, повним розладом фінансів і необхідністю примирення з іспанськими Бурбонами, які були дуже популярні у Франції. Для організації шлюбу Людовика XV з іспанської інфантою Дюбуа направив до Мадрида герцога Сен-Сімона.
Після падіння королівської влади у Франції були знайдені мемуари кардинала Дюбуа, однак його авторство в даний час ставиться під сумнів.